# Marc Hudson
Marc Hudson (Oxford, Engleska, 11. veljače 1984.) je britanski pjevač, tekstopisac i glavni vokalist britanskog power metal sastava DragonForce.

## Životopis
Marc Hudson je počeo pjevati kada mu je bilo 16 godina. Prije se fokusirao na to da postane gitarist, to ljubav i želja za pjevanjem ga je odvojila od gitare i približila samom pjevanju. Pjevao je i svirao za mnoge amaterske rock sastave od 2003. godine. Kako mu se ljubav za progresivnim metalom i power metalom razvijala, razvijao mu se i glas.
Marcovi prvi uzori bili su: Micheal Kiske, Bruce Dickinson, Sebastian Bach, James Labrie, Ronnie James Dio, Michele Luppi, Roberto Tyranti, Rob Halford, Russel Allen.
Članovi bivših sastava zvali su ga "Mr. Scream", zbog njegovog nevjerojatnog krika.
Marc se DragonForceu pridružio početkom 2010. godine, nakon što je prvobitni vokalist ZP Theart napustio sastav, jer je mislio kako se glazba sastava uvelike promijenila.

## Diskografija
DragonForce
- The Power Within (2012.)
- Maximum Overload (2014.)
- Reaching into Infinity (2017.)
- Extreme Power Metal (2019.)
- Warp Speed Warriors (2024.)